# Castillo de Barbanegra
El Castillo de Barbanegra es un hito histórico nacional (Estados Unidos) (National Historic Landmarks), uno de los cinco localizados en las Islas Vírgenes de los Estados Unidos. Está localizado en la ciudad de Charlotte Amalie, en la isla de Santo Tomás. Construido en 1679 por instrucción de Jørgen Iversen Dyppel, gobernador de las Indias Occidentales Danesas, como un faro para proteger el puerto, fue originalmente llamado Skytsborg (en danés, Castillo de tiro). Está localizado en el punto más alto de Government Hill.
Los soldados daneses usaban al Skytsborg como una atalaya para detectar las naves enemigas. No se sabe en qué año Skytsborg tomó el nombre del Castillo de Barbanegra, pero el infame Edward Teach, conocido comúnmente como Barbanegra, navegaba en las aguas del Caribe a principios de 1700. Ahora el castillo se ha convertido en parte de la tradición de la isla ya que Barbanegra supuestamente utilizaba la torre como un mirador para sus propios fines de piratería. El castillo fue el centro principal de una residencia privada durante muchos años, pero ahora está rodeado por un pequeño hotel (The Inn at Blackbeard's Castle), un restaurante y una piscina.